# Eleonora de Cisneros
Eleonora de Cisneros (New York, 31 ottobre 1878 – New York, 3 febbraio 1934) è stata una cantante lirica statunitense.

## Biografia
Fu una cantante per la Metropolitan Opera House e divenne una delle più importanti. Fu la prima cantante lirica di formazione americana assunta dalla compagnia Metropolitan Opera. All'inizio del XX secolo si esibì in vari teatri d'opera importanti in tutto il mondo (Stati Uniti, Cuba, Europa, Australia, Nuova Zelanda, America Meridionale e Russia).
Eleonora compì una tournée operistica negli Stati Uniti durante la prima guerra mondiale esibendosi gratuitamente per raccogliere fondi per la Croce Rossa. Fu una delle principali sostenitrici della vendita di obbligazioni Liberty durante il conflitto mondiale, commercializzando questi titoli più di chiunque altro durante la guerra. Successivamente divenne un'insegnante di canto.

### Primi anni di vita
Eleanor Broadfoot nacque a Manhattan, New York City il 31 ottobre 1878 (alcune fonti riportano il 1º novembre 1878). John C. Broadfoot, un impiegato di New York City, era suo padre ed Ellen (Small) Broadfoot sua madre. Il padre di Eleonora era di origine scozzese e sua madre di origine irlandese. Il seminario di St. Agnes a Brooklyn è il luogo in cui ha frequentato la scuola elementare. I cantanti d'opera americani Adelina Murio-Celli d'Elpeux e Francesco Fanciulli le diedero le prime nozioni di canto. Diventò poi una cantante d'opera mezzosoprano.

### L'ascesa e il successo

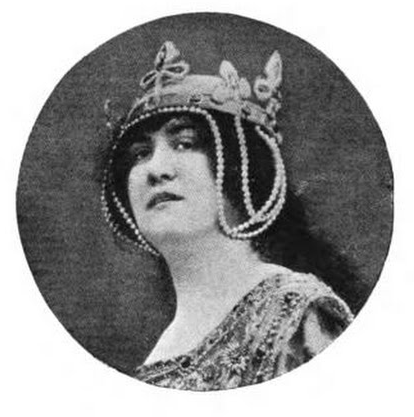
Eleonora de Cisneros, da una pubblicazione del 1916.

La cantante lirica Jean de Reszke presentò Eleonora de Cisneros, allora conosciuta come Eleanor Broadfoot, al manager della compagnia Metropolitan Opera nel 1899 e fu assunta. Eleonora de Cisneros è stata la prima cantante lirica di formazione americana assunto dalla compagnia Metropolitan Opera. Prima di questo, la compagnia avrebbe assunto solo cantanti formati formalmente in Europa. Ha tenuto la sua prima esibizione con la compagnia Metropolitan Opera a Chicago il 24 novembre 1899. Il suo ruolo era quello di Rossweise in Die Walküre di Richard Wagner. Ha interpretato lo stesso ruolo a New York City il 5 gennaio 1900 - essendo il suo debutto in quella città. Dopo essersi esibita a New York City si è poi recata in fretta e furia a Filadelfia ed è intervenuta come contralto, senza prove, ne Il trovatore di Giuseppe Verdi al Metropolitan Opera. Il manager dell'azienda si è complimentato con Eleonora per la sua performance di successo. Divenne la loro principale cantante di contralto dal 1906 al 1911.
Eleonora sposò il conte Francois de Cisneros, giornalista cubano, nel 1901, diventando la contessa Eleonora de Cisneros. Poi andò a Torino, in Italia, nel 1902 per esibirsi. Gli italiani non erano ricettivi all' "americana" Eleanor Broadfoot del Metropolitan Opera a meno che non pagasse un compenso. Fece ristampare i suoi biglietti da visita con il suo nome da sposata, la contessa Eleonora de Cisneros, e fu ben accolta. Eleonora debuttò a Torino come Amneris nell'opera Aida di Giuseppe Verdi. Poi si esibì per la prima volta alla Scala di Milano nel 1906, dove fondò la parte di Candia della Leonessa in La figlia di Iorio di Alberto Franchetti. Nello stesso anno cantò anche nelle prime rappresentazioni de La regina di picche di Pyotr Ilyich Tchaikovsky e Salome di Richard Strauss.  Si esibì pure nella prima scaligera di Elektra di Strauss nel 1909.
Eleonora si è esibita in Australia, Europa, Cuba, Nuova Zelanda e Stati Uniti. È stata una performer alla Royal Opera House di Londra di tanto in tanto dal 1904 al 1906. Dopo il suo primo tour europeo, Oscar Hammerstein la fece tornare a New York per esibirsi alla Manhattan Opera House, dove cantò per due stagioni dal 1906 al 1908 come cantante principale. Eleonora si è esibita in dozzine di ruoli operistici nelle città italiane di Trieste, Ferrara, La Spezia, Milano, Modena e Torino. Cantò come mezzosoprano nei ruoli di Brunilde, Ortrud, Venere, Dalila e Amneris. La cantante lirica australiana Nellie Melba ha dichiarato che Eleonora ha interpretato la più grande Dalila del mondo. Melba la fece esibire nella sua compagnia d'opera nel 1911 in tournée in Australia e Inghilterra, cantando vari ruoli. Negli anni successivi Eleonora si esibì al Teatro Nazionale di São Carlos a Lisbona, in Portogallo; il Teatro Municipal di Rio de Janeiro, Brasile; l'Opera di Stato di Vienna a Vienna; il Teatro Bolshoi Kamenny di San Pietroburgo, Russia; e il Waldorf Theatre e Covent Garden a Londra, Inghilterra. Nel 1915 si esibì a Cuba, Australia e Nuova Zelanda. Durante la sua permanenza negli Stati Uniti si esibì anche molte volte per la Chicago-Philadelphia Opera Company fino al 1916.

### Ultimi anni
Fu presidentessa del Comitato delle donne per gli artisti e la musica del Fondo di guerra cattolico di New York durante la prima guerra mondiale. La sua carriera fu danneggiata dopo avere fatto tournée di canto lirico a beneficio degli sforzi di guerra. Negli anni venti Eleonora Cisneros si esibì principalmente in Europa. Appariva occasionalmente alla Scala come Erodiade nella Salomè a metà degli anni venti. Mentre era in Europa visse a Parigi fino al 1929. In seguito divenne un'insegnante di canto a New York City fino alla pensione.
Morì a causa di un epitelioma a Manhattan, New York City, il 3 febbraio 1934. I funerali si svolsero nella chiesa cattolica di St. Paul the Apostle a New York City. È sepolta al Calvary Cemetery di Long Island City, New York.

## Eredità
Gli ascoltatori di Eleonora ricordano la sua ampia gamma vocale e la sua voce da contralto ad alto volume. Stava a 6 piedi e 2 pollici e presentava un aspetto maestoso regale, che era l'ideale per le sue esibizioni che rappresentano eroi. Con la sua voce d'opera da mezzosoprano ha cantato ruoli difficili come quello di Santuzza, Gioconda, Kundry, Carmen, Laura, Urbain e Azucena.  Cisneros ha scritto il suo nome d'arte "Eleonora" invece di "Eleanora".
Eleonora è accreditata per una maggiore promozione di marketing delle obbligazioni Liberty durante la prima guerra mondiale rispetto a qualsiasi altra persona - per un valore di 30000000 $. Ha partecipato gratuitamente a "un cast stellare" della famosa commedia di guerra Out There mentre girava le principali città degli Stati Uniti raccogliendo fondi per la Croce Rossa durante la prima guerra mondiale.

## Repertorio operistico
| Ruolo                   | Titolo                         | Autore      |
| ----------------------- | ------------------------------ | ----------- |
| Pavlovna                | Risurrezione                   | Alfano      |
| Carmen                  | Carmen                         | Bizet       |
| La Contessa             | La dama di picche              | Čajkovskij  |
| Principessa di Bouillon | Adriana Lecouvreur             | Cilea       |
| Alisa                   | Lucia di Lammermoor            | Donizetti   |
| Marquise de Barkenfield | La fille du régiment           | Donizetti   |
| La Regina               | Germania                       | Franchetti  |
| Candia della Leonessa   | La figlia di Iorio             | Franchetti  |
| Nancy                   | Martha                         | Flotow      |
| Madelon                 | Andrea Chénier                 | Giordano    |
| Orfeo                   | Orfeo ed Euridice              | Gluck       |
| Sièbel                  | Faust                          | Gounod      |
| Stéphano                | Roméo et Juliette              | Gounod      |
| Lola Santuzza           | Cavalleria rusticana           | Mascagni    |
| Beppe                   | L'amico Fritz                  | Mascagni    |
| Urbain                  | Les Huguenots                  | Meyerbeer   |
| Fidès                   | Le prophète                    | Meyerbeer   |
| Nicklausse              | Les contes d'Hoffmann          | Offenbach   |
| Laura Adorno            | La Gioconda                    | Ponchielli  |
| Arsace                  | Semiramide                     | Rossini     |
| Dalila                  | Samson et Dalila               | Saint-Saëns |
| Phénice                 | Déjanire                       | Saint-Saëns |
| Herodias                | Salomè                         | Strauss     |
| Klytämnestra            | Elektra                        | Strauss     |
| Gertrude                | Hamlet                         | Thomas      |
| Fenena                  | Nabucco                        | Verdi       |
| Maddalena               | Rigoletto                      | Verdi       |
| Azucena                 | Il trovatore                   | Verdi       |
| Ulrica                  | Un ballo in maschera           | Verdi       |
| Principessa d'Eboli     | Don Carlo                      | Verdi       |
| Amneris                 | Aida                           | Verdi       |
| Mrs Quickly             | Falstaff                       | Verdi       |
| Venus                   | Tannhäuser                     | Wagner      |
| Ortrud                  | Lohengrin                      | Wagner      |
| Rossweisse              | Die Walküre                    | Wagner      |
| Brangäne                | Tristan und Isolde             | Wagner      |
| Magdalena               | Die Meistersinger von Nürnberg | Wagner      |
| Kundry                  | Parsifal                       | Wagner      |

## Registrazioni
Eleonora de Cisneros ha registrato varie canzoni d'opera sotto le etichette di Edison's Blue Amberol Records, Gramophone and Typewriter, Pathé Records e American Columbia. Una di queste canzoni è la poesia Ben Bolt di Thomas Dunn English, registrata su un cilindro Edison Blue Amberol nel 1912.